# امرأة عربية... وحرة
امرأة عربية ... وحرّة، مجموعة مقالات من مؤلفات الشاعرة والكاتبة العربية السورية غادة السمان، صدرت في عام 2006، عن منشورات غادة السمان في بيروت، لبنان.